# Talmas
Talmas is een gemeente in het Franse departement Somme (regio Hauts-de-France) en telt 1053 inwoners (1999). De plaats maakt deel uit van het arrondissement Amiens.

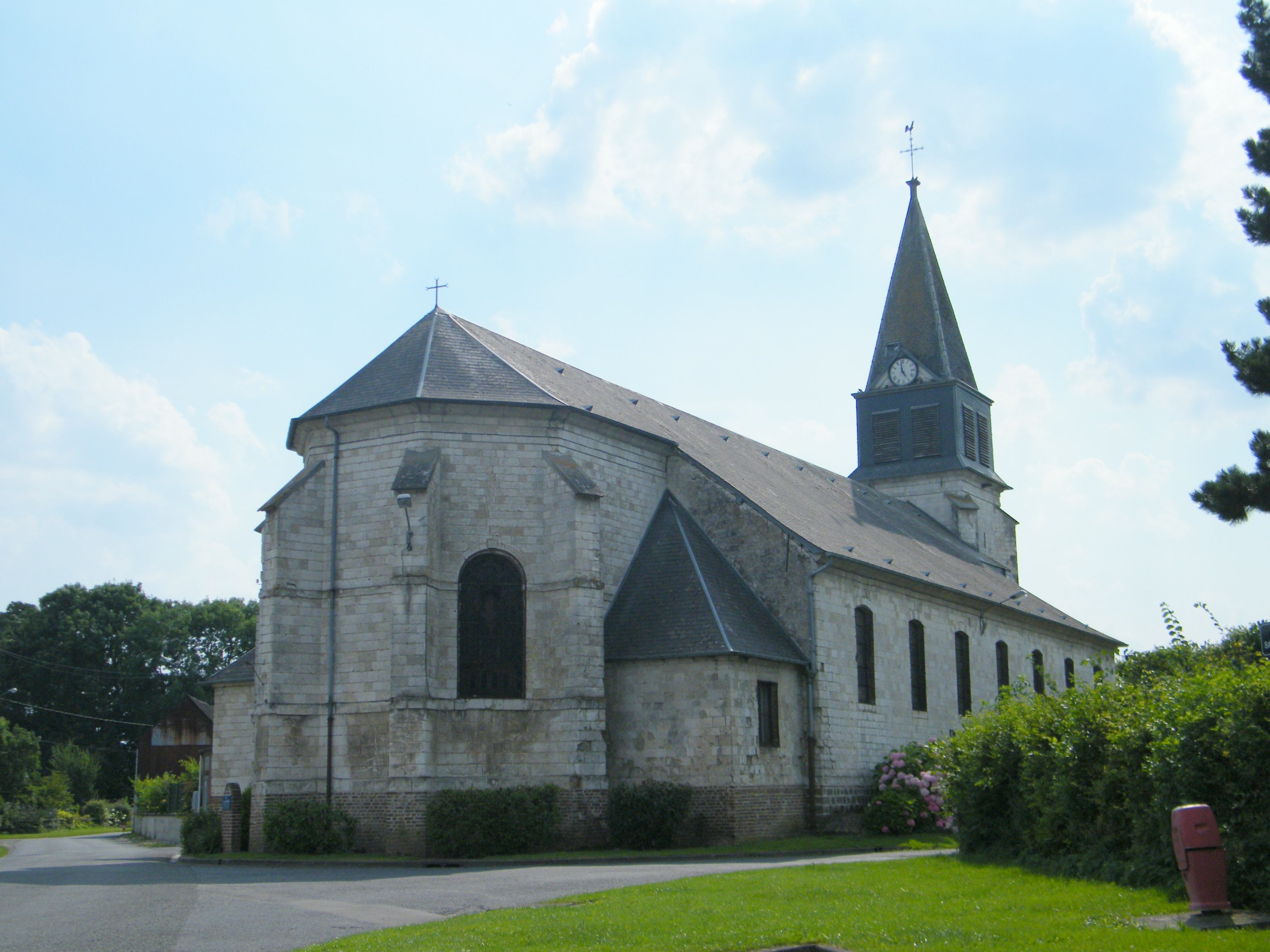
Kerk van Talmas
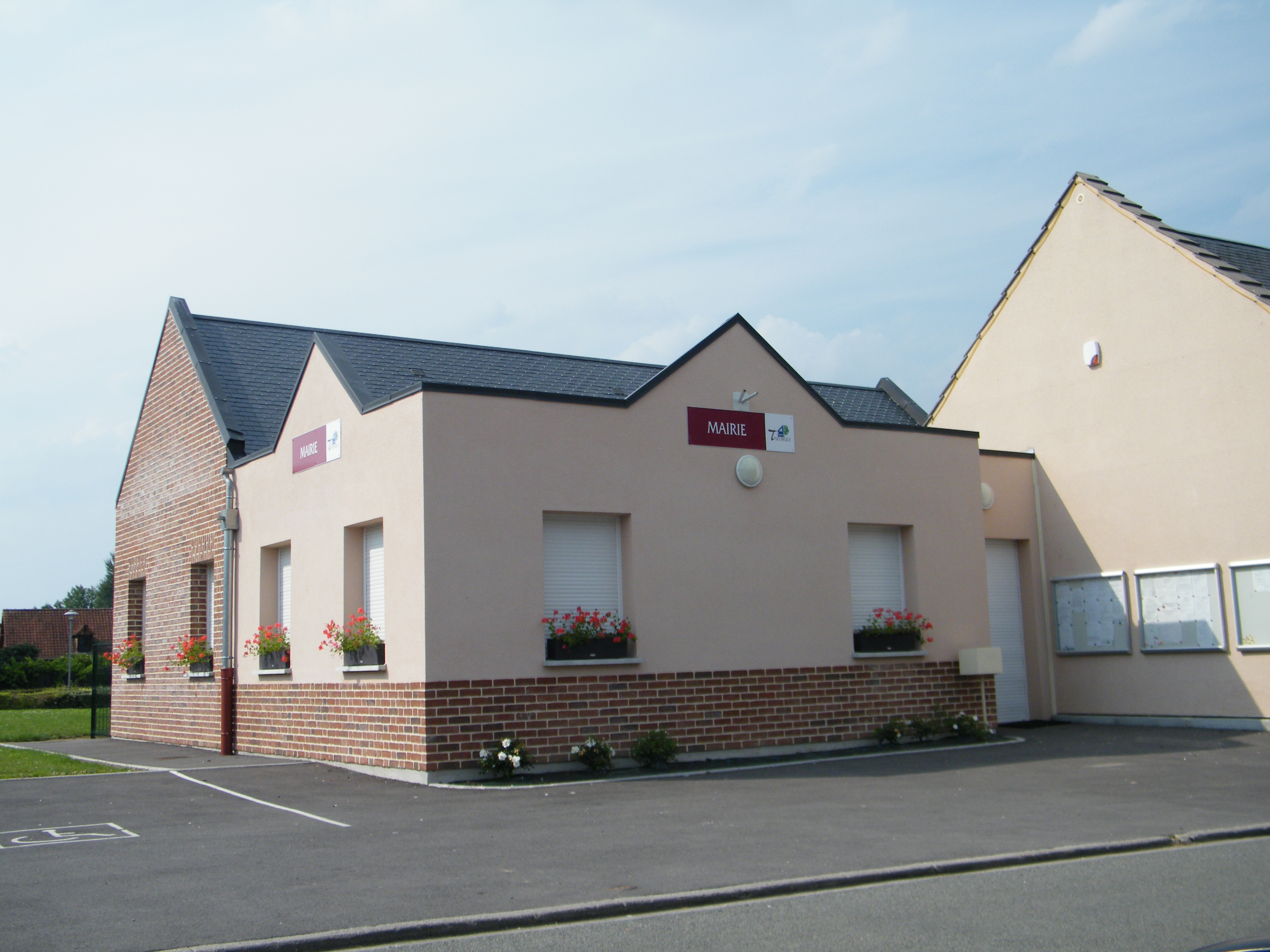
Gemeentehuis

## Geografie
De oppervlakte van Talmas bedraagt 19,4 km², de bevolkingsdichtheid is 54,3 inwoners per km².
De onderstaande kaart toont de ligging van Talmas met de belangrijkste infrastructuur en aangrenzende gemeenten.

## Demografie
Onderstaande figuur toont het verloop van het inwonertal (bron: INSEE-tellingen).